# Московський міжнародний кінофестиваль
Московський міжнародний кінофестиваль (рос. Московский международный кинофестиваль) — міжнародний кінофестиваль, який раніше проводився в столиці Радянського Союзу, а зараз — Росії, в місті Москва.
Фестиваль позбавлено акредитації Міжнародною федерацією асоціацій кінопродюсерів. Щороку проходить у кінці червня — на початку липня, і триває десять днів. Це один із найстаріших кінооглядів світу (другий після Венеційського кінофестивалю).

## Історія
Уперше кінофестиваль відбувся в 1935 році за протекцією Сталіна, на противагу Венеційському кінофестивалю. Перший Московський кінофестиваль (тодішня назва — Радянський кінофестиваль у Москві) відкривав фільм «Чапаєв», який зрештою й отримав перший приз кіноогляду. Головою журі був видатний кінематографіст того часу Сергій Ейзенштейн. У наступні роки фестиваль не проводився.
Кіноогляд було відновлено у 1959 році, і став проводитися кожні два роки, а починаючи з 1997 року — щорічно (в 1998 році не проводився через фінансові проблеми). Головний приз фестивалю (заснований у 1989 році) — «Золотий Святий Георгій».
З 1972 року він є фестивалем класу «А» (звання присвоєно Міжнародною федерацією асоціацій кінопродюсерів).
Президент огляду — Микита Міхалков (з 1999 року).

## Нагороди

«Золотий Святий Георгій»

У 1989 році Московський міжнародний кінофестиваль відсвяткував 30 років свого існування (офіційною датою заснування ММКФ вважається 1959 рік). На честь цього ювілею ювеліри знаменитого іспанського ювелірного дому «Carrera y Carrera» виготовили новий головний приз кінофестивалю — статуетку Святого Георгія. Нагорода традиційно вручається переможцям у всіх семи номінаціях, включаючи головний приз.
За своїм концептуальним змістом і виконанням приз Московського кінофестивалю унікальний і не має аналогів у світі. Це єдина на сьогоднішній день нагорода, яка не є звичайною монолітною скульптурою — призова статуетка складається з двох частин: списа та каменю. Їх можна з легкістю розділити та з'єднати знову. Спис встромляється в чорний мармур підставки статуетки, символізуючи перемогу Святого Георгія над змієм. Вершину списа вінчає найтоншої роботи мініатюрна скульптура, відтворюючи знамениту сцену битви — Георгій Змієборець на коні, що вбиває змія списом.
Святий Георгій Змієборець — покровитель Москви, чий образ було обрано символом кінофестивалю. Але крім того, у статуетці демонструється щире захоплення перед господинею Фестивалю — Москвою, і одним з її головних архітектурних символів — Храмом Василя Блаженного: лінії його знаменитих, дивовижних своєю красою куполів легко вгадуються у формі рукоятки, яка вінчає символічний спис.
Поверхня призу покрита чистим 24-каратним золотом, що відповідає найвищій 999,9 пробі.